# Station Lostwithiel
Lostwithiel is een spoorwegstation van National Rail in Lostwithiel, Restormel in Engeland. Het station is eigendom van Network Rail en wordt beheerd door Great Western Railway. 